# Socotrana
Socotrana is een geslacht van kevers uit de familie van de loopkevers (Carabidae). De wetenschappelijke naam van het geslacht is voor het eerst geldig gepubliceerd in 1998 door Cassola & Wranik.

## Soorten
Het geslacht Socotrana is monotypisch en omvat slechts de volgende soort:
- Socotrana labroturrita Cassola & Wranik, 1998